# Grant Township (comté de Franklin, Iowa)
Grant Township est un township, du comté de Franklin en Iowa, aux États-Unis,. Le township est fondé en 1870.